# Тайна замка Чимниз
«Та́йна за́мка Чи́мниз» (англ. The Secret of Chimneys) — детективный роман Агаты Кристи, написанный в 1925 году, впервые опубликованный в Великобритании в том же году издательством «The Bodley Head». Позднее особняк Чимниз, а также некоторые персонажи этого романа появляются в романе 1929 года «Тайна семи циферблатов».

## Сюжет
Главный герой романа, Энтони Кейд, работает экскурсоводом в Южной Родезии. Там он встречает своего старого знакомого, который предлагает ему доставить в Лондон рукопись мемуаров князя Стилптича и получить за это значительное вознаграждение. Энтони соглашается, но это задание оказывается весьма опасным, ведь Стилптич в прошлом был замешан в серьёзных международных интригах, и публикации его мемуаров опасаются многие политики, в том числе в Великобритании. В это же время в замок Чимниз приглашают Михаила Оболовича, наследного принца Герцословакии, чтобы убедить его предоставить британским компаниям концессии на добычу нефти в этой балканской стране в обмен на поддержку в восстановлении монархии в Герцословакии. Однако в первую же ночь в замке Михаила убивают выстрелом из пистолета. Энтони Кейд был в момент убийства поблизости и становится главным подозреваемым. Поскольку прямых доказательств его вины нет, его приглашают на время расследования погостить в замке. Следствие поручается суперинтенданту Баттлу, специализирующемуся на щепетильных криминальных делах, чреватых серьёзными политическими последствиями. В ходе расследования выясняется, что причиной убийства была не политика, а бриллиант «Кохинур», украденный в этом замке несколько лет назад и, возможно, где-то здесь же спрятанный.

## Персонажи

### Обитатели замка Чимниз
- Маркиз Кэйтерхем (Marquis of Caterham) — владелец замка
- Леди Эйлин «Бандл» Брент (Lady Eileen «Bundle» Brent) — старшая дочь маркиза
- Дэйзи и Дулчи Брент (Daisy and Dulcie Brent) — младшие дочери маркиза
- Тредуелл (Tredwell) — дворецкий
- Мисс Бран (Miss Brun) — гувернантка двух дочерей маркиза

### Представители Британского правительства
- Достопочтенный Джордж Ломакс (The Honourable George Lomax) — министр иностранных дел
- Билл Эверсли (Bill Eversleigh) — сотрудник министерства иностранных дел

### Представители Герцословакии
- Принц Михаил Оболович (Prince Michael Obolovitch) — наследник престола
- Капитан Андрасси (Captain Andrassy) — его шталмейстер
- Борис Анчукофф (Boris Anchoukoff) — его камердинер
- Барон Лолопретджил (Baron Lolopretjzyl) — лондонский представитель Монархической партии Герцословакии
- Принц Николас Оболович (Prince Nicholas Obolovitch) — он же Энтони Кейд
- Агент общества «Братство Кровавой руки»

### Полиция и следователи
- Инспектор Бэдгворт (Inspector Badgworth)
- Доктор Картрайт (Dr. Cartwright)
- Суперинтендант Баттл (суперинтендант — звание в британской полиции, примерно соответствующее армейскому майору)
- Констебль Джонсон

## Экранизации, адаптации и театральные постановки
- В 1931 году Кристи написала пьесу, положив в основу роман. Пьеса, однако, была поставлена лишь в 2003 году в Канаде, когда ранее потерянная рукопись пьесы была обнаружена[2][3].
- В 2007 году издательством HarperCollins была выпущена графическая новелла по мотивам романа[4].
- В сентябре 2009 года британской телекомпанией ITV Studios был снят эпизод телесериала Марпл (англ. Marple), в основу которого лег роман «Тайна Замка Чимниз». В роли Мисс Марпл британская актриса Джулия Маккензи[5]. Замок Чимниз сохраняется  в качестве места действия. Тем не менее добавление мисс Марпл в качестве основного детектива является лишь первым из многих изменений, внесённых в сценарий. Некоторые персонажи объединяются и переименовываются. Герцословакия меняется на Австрию, а также изменяется личность убийцы и мотив преступления. Один из элементов сюжета взят из рассказа Агаты Кристи «Трава смерти».